# ببر آسیایی
ببر آسیایی که گاهی به عنوان ببر آسیای اصلی نیز شناخته می شود، زیرگونه ببر بومی سرزمین اصلی آسیا است که از جمعیت ببرهای زیر تشکیل شده است: 
- ببر بنگال - در شبه قاره هند از هند ، نپال و بوتان تا بنگلادش رخ می دهد.
- ببر سیبری - ساکن شمال شرق آسیا ، از سیبری شرقی تا شمال شرقی چین ، [۲] و احتمالاً کره شمالی
- ببر چین جنوبی - در جنوب چین رخ می دهد [۳]
- ببر هندوچین - در جنگل‌های هندوچین زندگی می‌کند، [۴] به جز شبه جزیره مالایا
- ببر مالایا - ساکن شبه جزیره مالزی [۱]

ببر مازندران آسیای غربی و مرکزی بود 
تجزیه و تحلیل توالی یابی کل ژنوم از 32 نمونه ببر، از شش کلاس ببر تک‌فیلتیک پشتیبانی کرد و نشان داد که جدیدترین جد مشترک حدود 110000 سال پیش می‌زیست. 